# Голеневский ручей
Голеневский ручей — малая река в Центральном лесном массиве Зеленограда, правый приток Сходни. Речное русло частично заключено в подземный коллектор. Своё название река получила в честь работника Зеленоградского отделения Московского городского комитета по охране природы Александра Кондратьевича Голенева, который в течение двух десятков лет регулярно очищал ручей от мусора.

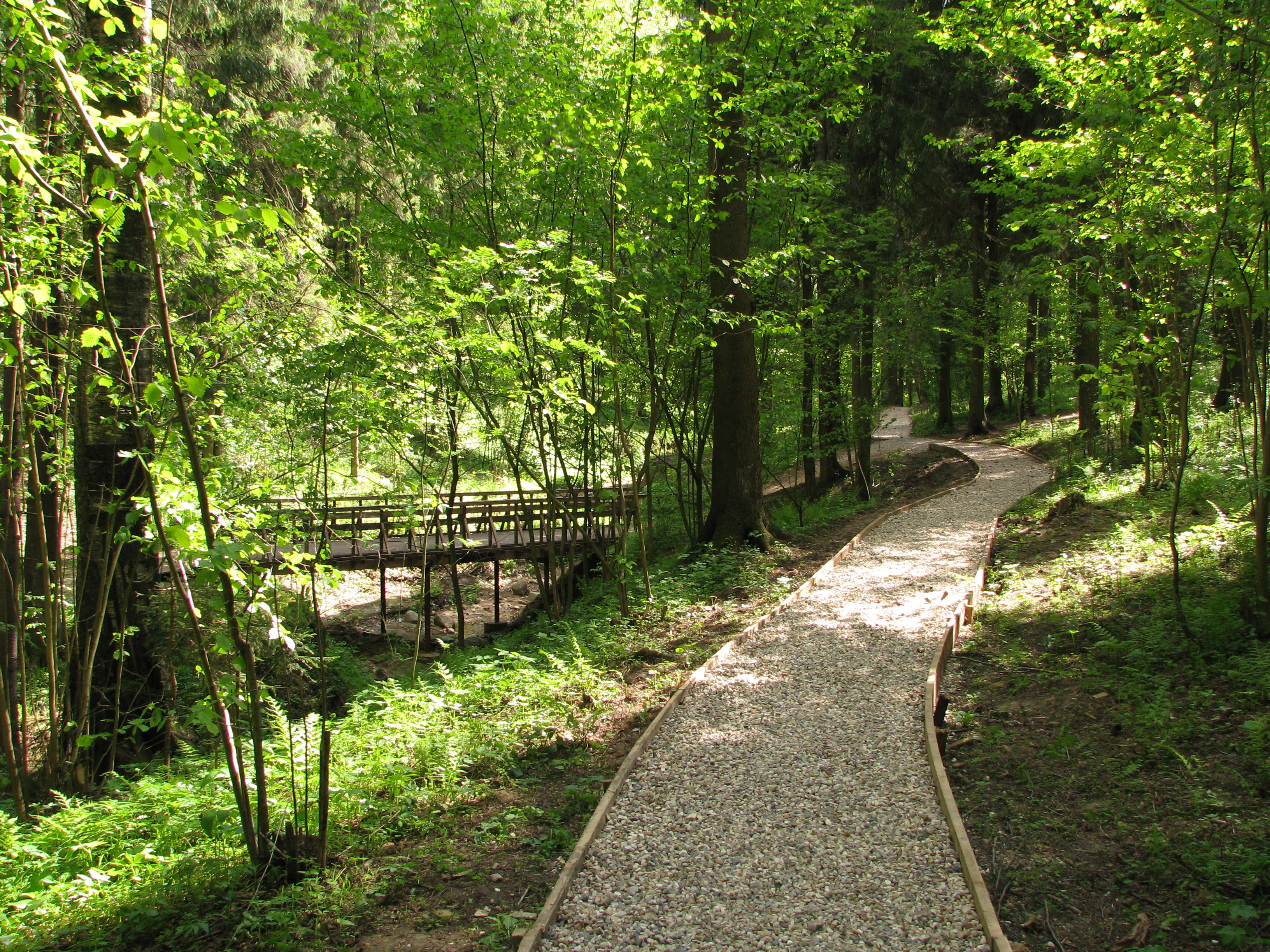

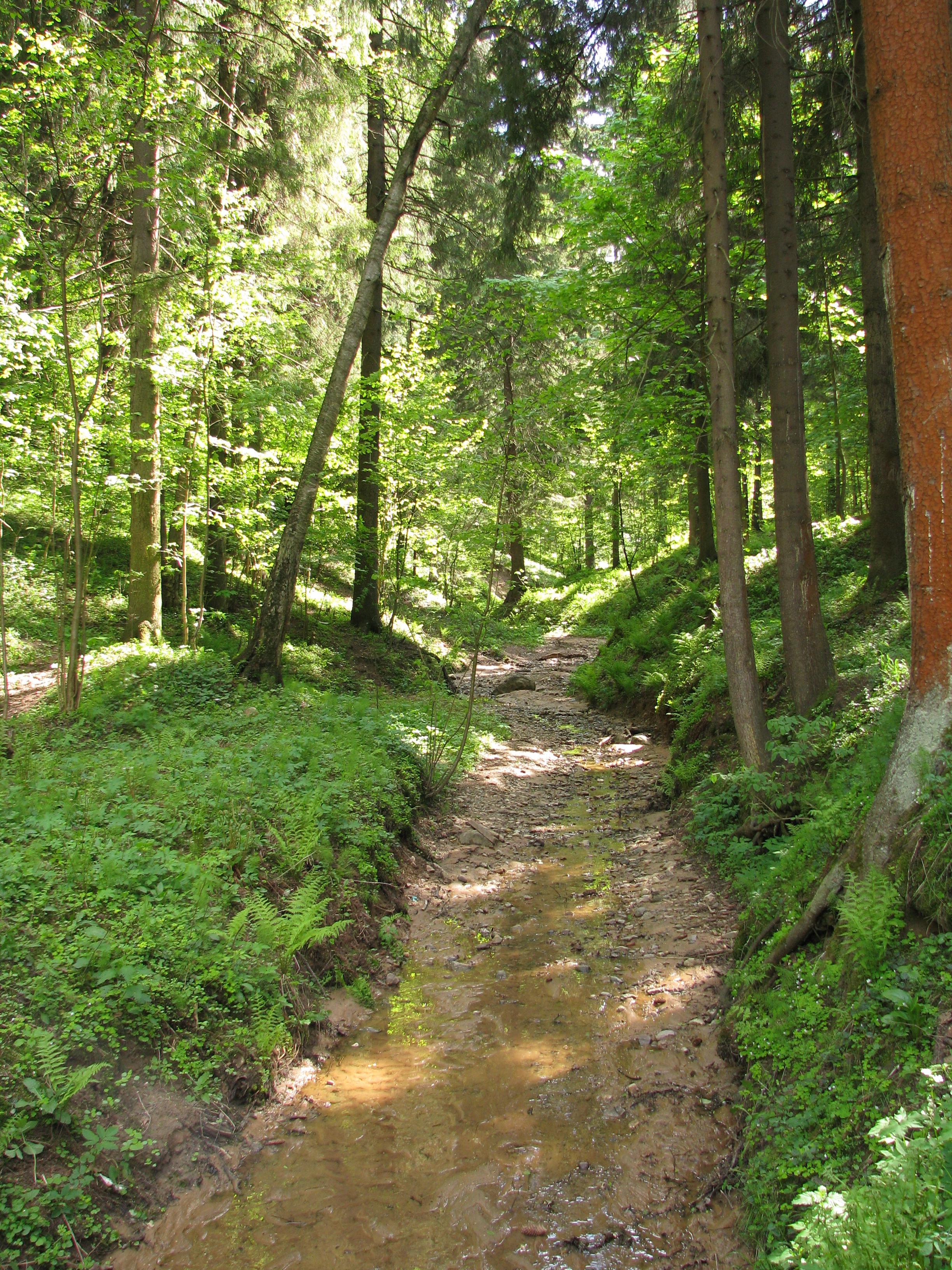

Длина реки в открытом русле составляет 0,57 км. У истока сохранилась ярко выраженная ложбина, длиной 150—200 метров. Ручей начинается у дома № 904А в 9-м микрорайоне Зеленограда. Водоток в коллекторе проходит на восток и северо-восток, затем в открытом русле на север. Устье находится в центральной части леса между Школьным озером и Большим городским прудом. Питание реки осуществляется за счёт дренажных и ливневых вод, которые сливаются с 9-го микрорайона Зеленограда. Рельеф этой местности имеет большой наклон, а водосборный бассейн — округлые очертания. Всё это приводит к тому, что во время сильных ливней ручей разливается и оказывается в несколько раз мощнее Сходни, поэтому напротив устья Голеневского ручья имеется расширение главной реки. Также благодаря сливу дренажных и ливневых вод дно ручья углубилось на несколько метров. Это способствовало открытию уникальных для территории Зеленограда геологических обнажений, таких как верхняя морена Подмосковья, межледниковые озёрные отложения и межледниковые болотные отложения. Также тут встречаются окремнелые остатки и отпечатки морских беспозвоночных: брахиоподов, хететидов и кораллов, принесённые ледником с Валдая.
В 2004 году постановлением правительства Москвы № 383-ПП от 8 июня 2004 года «О памятниках природы в городе Москве» Голеневскому ручью присвоили статус перспективного памятника природы регионального значения. В 2008—2009 годах в рамках благоустройства водоохранной зоны Голеневского ручья проводили работы по чистке берегов, вывозу сухостоя и валежника, формированию дорожно-тропиночной сети, организации мест для пикников и площадок для отдыха. По сообщению местных жителей работы были частично выполнены, но с многочисленными нарушениями. В 2012 году ручей и прилегающую территорию очистили и отремонтировали пикниковые точки. В 2013 году на Голеневском ручье проводили экскурсии.